# Pancrace de Taormine
Pour les articles homonymes, voir Pancrace (homonymie), Saint Pancrace et Saint-Pancrace.
Pancrace de Taormine, né à Antioche-sur-l'Oronte au Ier siècle et mort à Taormine en 98, l'un des saint Pancrace, est considéré comme le premier évêque (épiscope) de Taormine (Sicile), mort martyr. Saint chrétien, il est célébré le 8 juillet par l'Église catholique, le 22 juillet par l'Église orthodoxe en tant que hiéromartyr (le 9 juillet dans l'ancien calendrier), et le jeudi suivant le premier dimanche de l'Avent par l'Église apostolique arménienne.  

## Éléments hagiographiques
La connaissance de saint Pancrace (Pancratius) provient principalement de la  Vita Pancratii, plutôt légendaire et même en partie fabuleuse, écrite en langue grecque, et dont il existe une version géorgienne. L'auteur, Euagrios ou Evagrio (Évagre), se présente comme un contemporain et un compagnon du saint, sans doute son successeur en tant qu'épiscope (episkopos) de Taormine parti avec lui évangéliser l'Italie. Elle a pour mérite de contribuer à la compréhension de la vie ecclésiastique de cette époque en Sicile face à l'administration civile et militaire, et aux différentes attitudes envers les images religieuses. Mais il est possible qu'elle soit un apocryphe du VIIIe siècle remettant alors en cause son historicité pour la période paléochrétienne.   
Elle dit que Pancrace est originaire d'Antioche sur l'Oronte dans la province romaine de Syrie venu s'installer un moment à Jérusalem avec ses parents désireux de rencontrer Jésus de Nazareth, le faiseur de miracles. Pancrace fréquente alors les disciples, et tisse un lien plus privilégié avec l'apôtre Pierre. Puis ils reviennent chez eux, convaincus d'avoir vu le Christ.
Pancrace décide alors de se retirer dans une grotte appelée purgiskon (petite tour) sur la côte de la mer Noire pour s'adonner à la prière et à l'ascèse, mais Pierre le retrouve et lui propose de le ramener à Antioche en compagnie d'Évagre, tandis qu'il investit un certain Maximin comme évêque de la région. Lui et ses parents reçoivent le baptême, puis en accord avec saint Paul, il décide de les envoyer en mission en Italie où ils vont se fixer en Sicile à Taormine et dont Pancrace devient le premier épiscope. 
Finalement, après une soixantaine d'années d'activité, parvenu à un âge avancé (vers 90 ans), il est lapidé à mort pour sa foi chrétienne, son zèle apostolique et son travail de bâtisseur d'église et de communauté chrétienne suscitant de nombreuses conversions, en particulier celle du préfet. Pancrace a contribué également à établir des liens entre la Sicile, la Calabre et la région du Pont, en particulier avec l'évêque Maximin qui a permis l'envoi d'habits sacerdotaux et d'icônes. Évagre lui succède après s'être rendu à Rome pour recevoir l'ordination épiscopale.

## Postérité

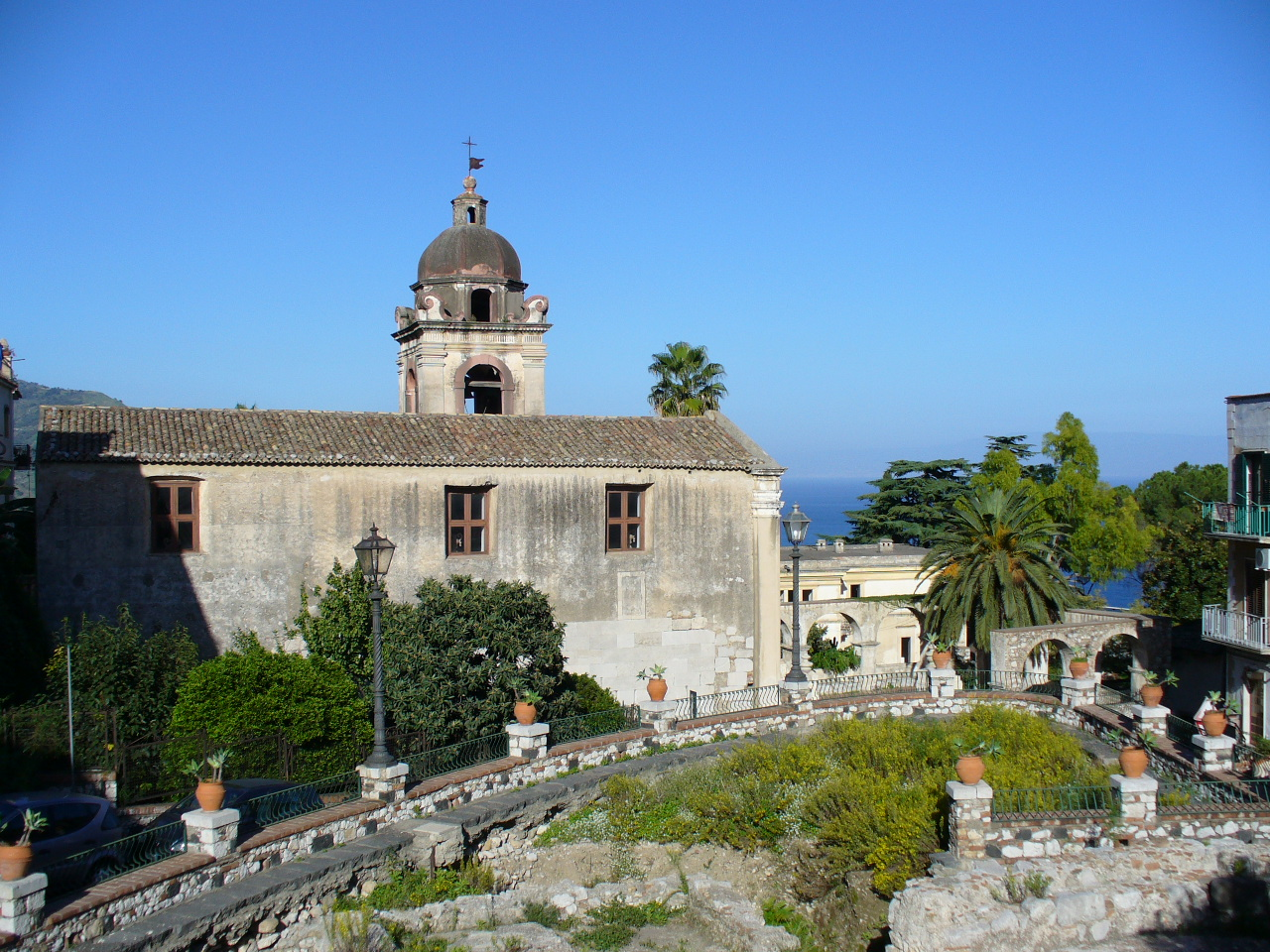
L'église Saint-Pancrace, Taormine, Sicile, Italie.

La Martyrologe romain indique à la date du 3 avril (ancienne date de sa fête) : « À Taormina, en Sicile, saint Pancrace, évêque. Il scella de son sang l’Évangile du Christ, après l’avoir prêché dans cette ville, où l’apôtre saint Pierre l’avait envoyé ».
La plus grande partie de ses reliques est censée se trouver à Rome, peut-être apportée avant que les Sarrasins ne prennent la ville en 902, mais possiblement confondues avec celles de saint Pancrace de Rome. Le reste se trouve sur le mont Athos en Grèce. Il existe aussi deux reliquaires de chaque côtés du maître-autel de l'église Saint-Pancrace de Taormine sans qu'on sache ce qu'ils conservent.     
Le dernier évêque du diocèse de Taormine  (Tauromenium ) fut saint Procope, mort martyr vers 906, décapité par les Arabes lorsqu’ils prirent la ville. Quand les Normands reconquirent la Sicile et chassèrent les Musulmans au XIe siècle, le siège épiscopal de Taormine ne fut pas restauré et son territoire fut rattaché au diocèse de Troina plus tard transféré à Messine. Depuis 1969, trois évêques titulaires ont été nommés dont Jean Daniélou. Le dernier en date est Mgr Edoardo Rovida. 
Pancrace est dit le saint patron du travail et de la richesse par le travail. Une ancienne coutume veut que sa statue soit offerte avec une branche de persil déposée sur son bras droit afin d'avoir la prospérité.